# 後藤巻則
後藤 巻則（ごとう まきのり、1952年8月26日 - ）は、日本の法学者。専門は、民法・消費者法。学位は、博士（法学）。篠塚昭次門下。早稲田大学名誉教授・弁護士、長野県出身。日本消費者法学会理事長(2014‐2018）、東京都消費生活対策審議会会長(2012‐2020）、内閣府消費者委員会委員長（2021‐2023）を歴任。

## 略歴
- 1952年　長野県生まれ
- 1971年　長野県松本深志高等学校卒業
- 1976年　早稲田大学法学部卒業
- 1985年　早稲田大学大学院法学研究科博士課程単位取得満期退学
- 中央学院大学法学部専任講師、獨協大学法学部教授、早稲田大学法学部教授、早稲田大学法科大学院教授を経て、早稲田大学名誉教授 ・弁護士。

## 研究テーマ
- 契約法
- 消費者法

## 在外研究等
- パリ第一大学債務法研究所客員研究員

## 主要著書・論文等 ＊「共著・編著」を含む
- 『契約法講義[第四版]』（弘文堂）
- 『消費者契約の法理論』（弘文堂）
- 『消費者契約と民法改正』（弘文堂）
- 『割賦販売法』（勁草書房）
- 『条解消費者三法』（弘文堂）
- 『消費者法判例インデックス』（商事法務）
- 『アクセス消費者法[第二版]』（日本評論社）
- 『民法総則』（弘文堂）
- 『要件事実論30講』（弘文堂）
- 『要件事実論と民法学との対話』（商事法務）
- 『条文で読む民法』（法学書院）
- 『先端法学入門』（信山社）
- 『法律行為無効の研究』（日本評論社）
- 『プロセス講義　民法Ⅲ担保物権』（滝沢昌彦,片山直也共編著）（信山社）
- 『プロセス講義　民法Ⅳ債権1』（滝沢昌彦,片山直也と共編著）（信山社）
- 『プロセス講義　民法Ⅴ債権2』（滝沢昌彦,片山直也と共編著）（信山社）
- 『プロセス講義　民法Ⅵ家族』（滝沢昌彦,片山直也共編著）（信山社 ）

## 社会的活動
- 日本消費者法学会理事長
- 東京都消費生活対策審議会会長
- 内閣府消費者委員会委員長
- 消費者庁消費者契約法の運用状況に関する検討会座長
- 内閣府消費者委員会消費者契約法専門調査会座長代理
- 内閣府消費者委員会特定商取引法専門調査会座長
- 厚生労働省厚生科学審議会臨時委員
- 埼玉県消費生活審議会委員
- 東京都消費者被害救済委員会会長代理
- 国民生活センター消費者苦情処理専門委員会委員
- 国民生活センター消費者判例情報評価委員会委員
- 経済産業省産業構造審議会臨時委員
- 消費者機構日本理事
- 消費者機構日本被害回復委員会委員
- 公認会計士試験試験委員

## 所属学会
- 日本私法学会 （国内）
- 日仏法学会 （国内）
- 日本消費者法学会（国内）